# Silkeplante
Silkeplante (Asclepias) er en stor slægt med ca. 140 arter, der hovedsageligt er udbredt i Nordamerika. Det er stauder (eller sjældnere: enårige planter), som har en stiv, opret og forgrenet vækst. Mange af arterne forvedder nederst på skuddene. Alle dele af planterne rummer en hvid mælkesaft, som indeholder bl.a. alkaloider, latexer og kardenolider. Visse arter er giftige.
Stængler og blade er hårløse. Bladene er modsatte eller kransstillede, og de er som regel smalle og elliptiske med hel rand. Blomsterne er samlet i endestillede, skærmagtige stande. De enkelte blomster er regelmæssige og 5-tallige med gule, orange, røde eller blårøde kronblade. Frugterne er bælgkapsler, som rummer mange frø med lange, hvide frøhaler ("silke").
Her beskrives kun de arter, som bliver dyrket i Danmark.
| Beskrevne arter |

- Kæmpesilkeplante (Asclepias syriaca)
- Orange silkeplante (Asclepias tuberosa)
- Ravsilkeplante (Asclepias curassavica)
- Rosensilkeplante (Asclepias incarnata)

| Beskrevne arter |

- Asclepias acida
- Asclepias amplexicaulis
- Asclepias asperula
- Asclepias brachystephana
- Asclepias californica
- Asclepias decumbens
- Asclepias eriocarpa
- Asclepias erosa
- Asclepias exaltata
- Asclepias fascicularis
- Asclepias galioides
- Asclepias hallii
- Asclepias hirtella
- Asclepias humistrata
- Asclepias involucrata
- Asclepias lanceolata
- Asclepias latifolia
- Asclepias linearis
- Asclepias meadii
- Asclepias mexicana
- Asclepias obovata
- Asclepias ovalifolia
- Asclepias perennis
- Asclepias pumila
- Asclepias purpurascens
- Asclepias quadrifolia
- Asclepias rubra
- Asclepias speciosa
- Asclepias stenophylla
- Asclepias subulata
- Asclepias subverticillata
- Asclepias sullivantii
- Asclepias variegata
- Asclepias verticillata
- Asclepias vincetoxicum
- Asclepias viridiflora
- Asclepias viridis
- Asclepias welshii